# Parc régional du Marécage-des-Scots
Le parc régional du Marécage-des-Scots est un parc régional du Québec inauguré en ? et chevauchant les municipalités de Hampden et Scotstown, dans la municipalité régionale de comté de Le Haut-Saint-François, dans la région administrative de Estrie, au Québec, Canada.
Le parc régional est situé au nord-ouest du parc national du Mont-Mégantic. Il possède des sentiers polyvalents reliant le parc national à la ville de Scotstown.

## Toponymie
Ce parc doit son nom au marécage des Scots qu'il inclut dans ses limites. Ce toponyme a été officialisé le 27 novembre 2015 parc le Gouvernement du Québec.

## Installations
Le marécage des Scots est un écosystème particulier. Plusieurs arrêts ont été aménagés, à la fois le long de la rivière Saumon et du ruisseau McLeod. Ces arrêts présentent des panneaux d'interprétation de la faune, de la flore, de la foresterie et de l'histoire du légendaire train de transport de grumes. Les enfants peuvent entrer dans une réplique du train. La section à l'intérieur du MMFN est pittoresque. Ce secteur propose des sentiers de randonnée sur la crête de Franceville ou sur le tout nouveau sentier des escarpements.

## Activités
Habituellement, le parc est fermé pendant la saison de chasse jusqu'à la mi-décembre. Ensuite, l'accès est autorisé en hiver pour la pratique de la raquette (et du ski de fond) jusqu'au dégel printanier.
Les utilisateurs du parc peuvent y faire du vélo et de la randonnée pour un total de 25 km. Le parc offre un 8,3 km sentier graveleux et sinueux polyvalent (à sens unique ou 16,6 km) en zone forestière. Les usagers ont également accès à un prolongement d'un autre 4,5 km (aller simple) grâce à un sentier dans le secteur Franceville du parc national du Mont-Mégantic (sentier de la Vallée). Ces sentiers mènent à l'arrêt Beaver.
Le parc compte trois places de stationnement: soit au parc Walter-Mackenzie à Scotstown, au belvédère à la sortie du ruisseau McLeod ou en face de l'entrée Franceville. Pour atteindre les deux parkings situés sur le chemin Franceville, il vous suffit de continuer sur 4 km après le village de Scotstown. En venant de Sherbrooke, par la route 108 ou route 112 Est, prenez la route 214 jusqu'à Scotstown.
Le parc possède également une aire de jeux pour enfants et une aire de pique-nique.

## Administration
La municipalité régionale de comté du Haut-Saint-François administre le parc avec la collaboration des municipalités de Scotstown et de Hampden, du ministère de l'Énergie et des Ressources naturelles, du parc national du Mont-Mégantic, du Centre local de développement du Haut-Saint-François et de Canards illimités.